# Bettenburg
Bettenburg ist ein kleines Renaissance-Bergschloss im Landkreis Haßberge (Freistaat Bayern) etwa drei Kilometer nordöstlich der Stadt Hofheim und einen Kilometer von ihrem Gemeindeteil Manau entfernt, zu dessen Gemarkung sie gehört. Aufgrund ihrer Lage, weithin sichtbar zwischen den Hügeln der Haßberge, wird das Schloss auch „Wahrzeichen der Haßberge“ genannt. Bettenburg ist zugleich eine Gemeindeteil von Hofheim.

## Geschichte

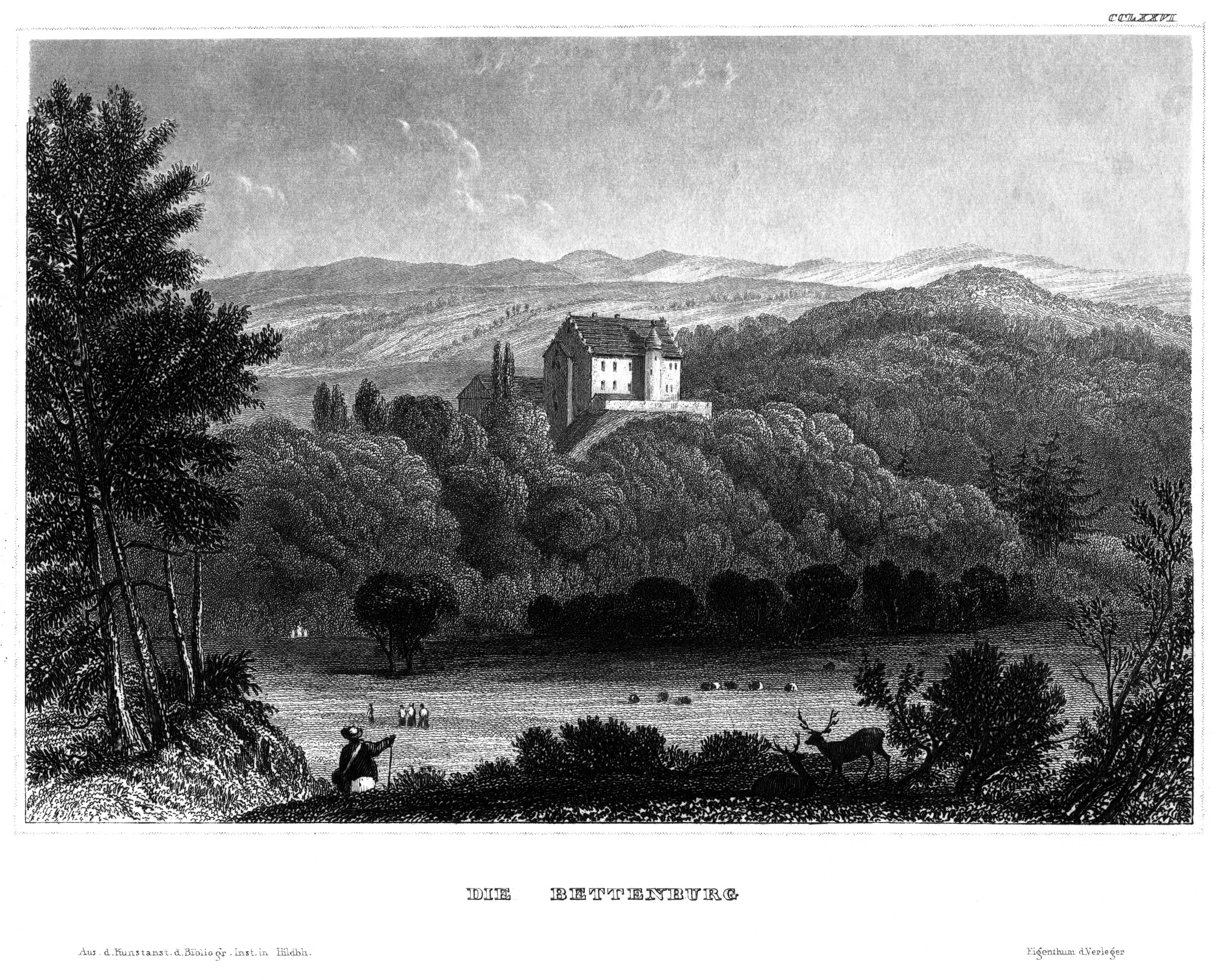
Die Bettenburg, unbekannter Künstler, Stahlstich aus Meyers Universallexikon von 1839

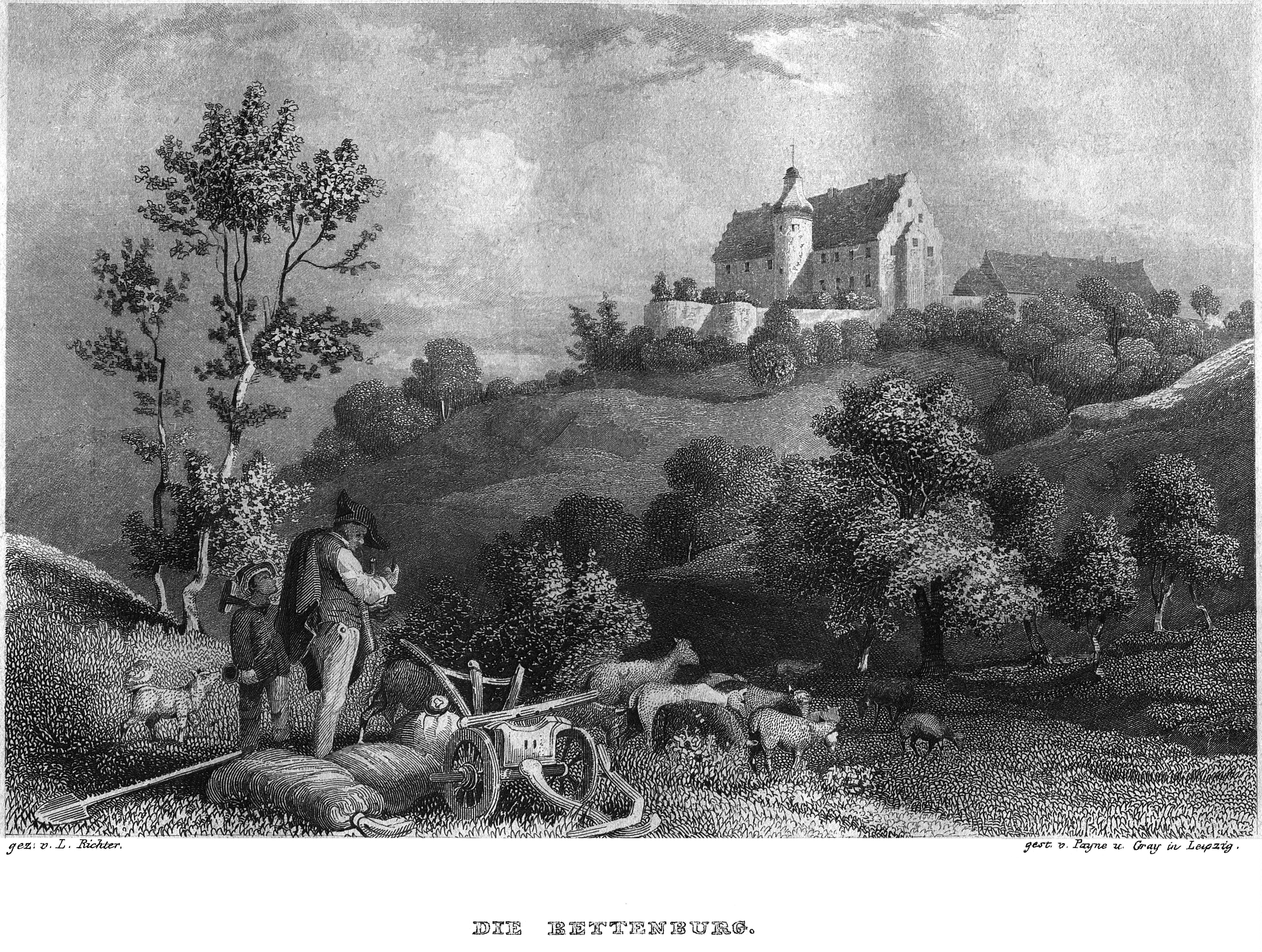
Die Bettenburg, Adrian Ludwig Richter, 1840

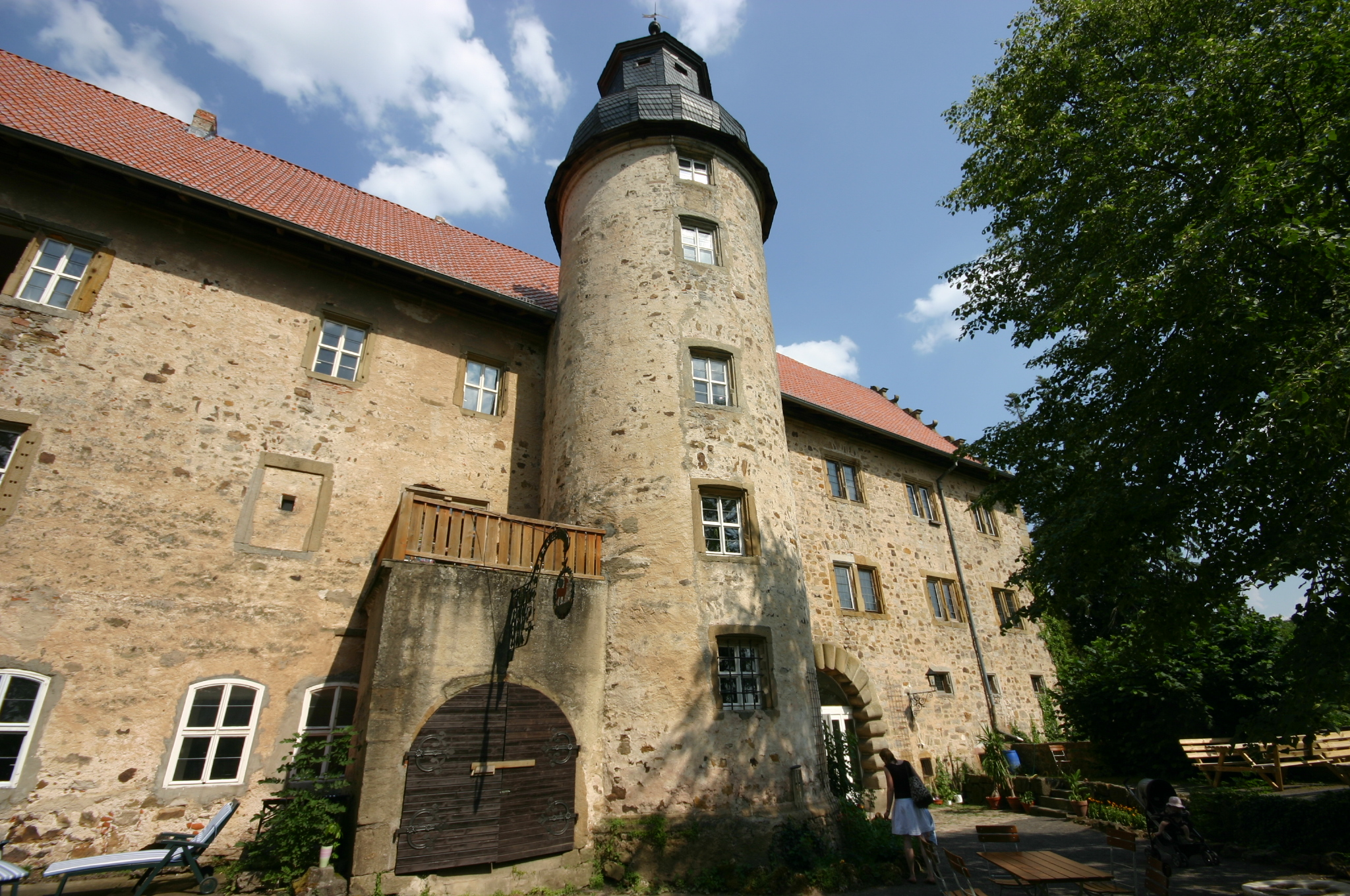
Blick vom Garten aus

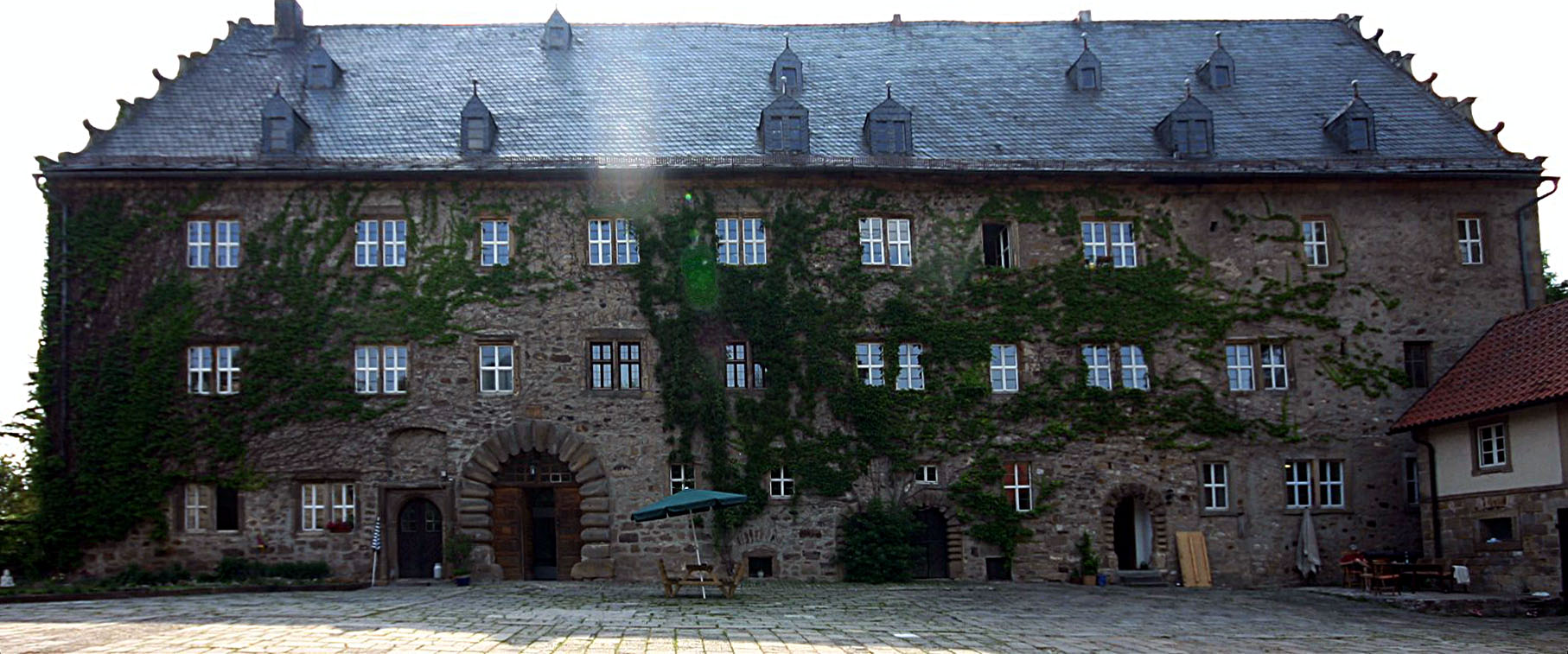
Blick auf das Hauptgebäude vom Hof aus gesehen

Erstmals urkundlich erwähnt wurde die Burg im Jahre 1231. Tatsächlich dürfte sie aber älter sein, da sie direkt am Rennweg, einer ehemals wichtigen Heeres- und Handelsstraße zwischen Sulzfeld (im Grabfeld) und Hallstadt (und Teil einer Verbindung zwischen Fulda und Bamberg), auf dem Kamm der Haßberge steht und zu einer Kette von Verteidigungsanlagen gehörte, die diese Verbindungsstraße schützen sollten.
Im Bauernkrieg 1525 wurde Bettenburg zerstört und im Jahr 1535 unter der Leitung von Ritter Balthasar Truchsess von Wetzhausen zu Wetzhausen und Bettenburg (1496–1541) wieder aufgebaut. Die Aufständischen hatten damals einen Schadenersatz von 10.632 Gulden aufzubringen.
Bis 1940 diente das Schloss als Wohnsitz der Adelsfamilie Truchseß, welche auch heute noch Eigentümer des Schlosses ist. Danach war es Landschulheim, Kinderlandverschickungsheim und Altersheim der Stadt Würzburg. Seit 1954 wurde das Schloss auch als Hotel betrieben. Von 1977  bis 2009 war dort ein Rehabilitationszentrum des Baden-Württembergischen Landesverbandes für Prävention und Rehabilitation gGmbH (bw lv) untergebracht. Die therapeutische Einrichtung zog Ende 2009 ins nahegelegene Schloss Eichelsdorf um.
Im Jahr 2010 wurde das Schloss im Inneren saniert. Die neuen Pächter betreiben es seitdem als Seminar- und Tagungszentrum. 

## Etymologie
Die Etymologie des Namens Bettenburg ist nicht klar. Das Wort Bett stammt vom Althochdeutschen betti und ist mit Beet und Boden verwandt, es kommt in den Begriffen Flussbett und Gleisbett vor. Bei Ortsnamen wie Bettenhausen oder Bettendorf deutet das auf eine Niederung in der Nähe hin. Bei Bettenburg liegt ein Einschnitt in den Haßbergen vor und damit des Rennwegs, was die Herkunft des Namens erklären könnte.